# Mario Abadía
Mario Alberto Abadía López (Cali, Valle del Cauca, Colombia; 3 de abril de 1986) es un exfutbolista y entrenador colombiano. Jugaba de delantero. Actualmente dirige a la Selección femenina de fútbol de Honduras.

## Legado deportivo
Mario, es hijo del entrenador Nelson Abadía, en la Selección Femenina de Colombia lo acompañó en la función de asistente técnico durante el mundial de 2023.

## Clubes

### Como jugador
| Club                    | País        | Año         |
| ----------------------- | ----------- | ----------- |
| Tauro                   | Panamá      | 2004        |
| Dimerco Popayán         | Colombia    | 2005        |
| Centauros Villavicencio | Colombia    | 2006        |
| Tauro                   | Panamá      | 2007        |
| América de Cali         | Colombia    | 2007        |
| Patriotas Boyacá        | Colombia    | 2008        |
| Sportivo Cerrito        | Uruguay     | 2009 - 2010 |
| Sud América             | Uruguay     | 2010 - 2011 |
| América de Cali         | Colombia    | 2011        |
| CD Heredia              | Guatemala   | 2012        |
| FAS                     | El Salvador | 2012        |
| Juventud Independiente  | El Salvador | 2013        |
| Platense                | Honduras    | 2014 - 2015 |
| Victoria                | Honduras    | 2016        |
| Progreso                | Honduras    | 2016        |

### Como asistente
| Club                           | País     | Año  | Asistente de  |
| ------------------------------ | -------- | ---- | ------------- |
| Selección Femenina de Colombia | Colombia | 2021 | Nelson Abadía |

### Como entrenador
| País     | Club                                     | Periodo            | Periodo  |
| País     | Club                                     | Desde              | Hasta    |
| -------- | ---------------------------------------- | ------------------ | -------- |
| Honduras | Selección femenina de fútbol de Honduras | 21 de mayo de 2024 | Presente |